# ダイヤのジャック

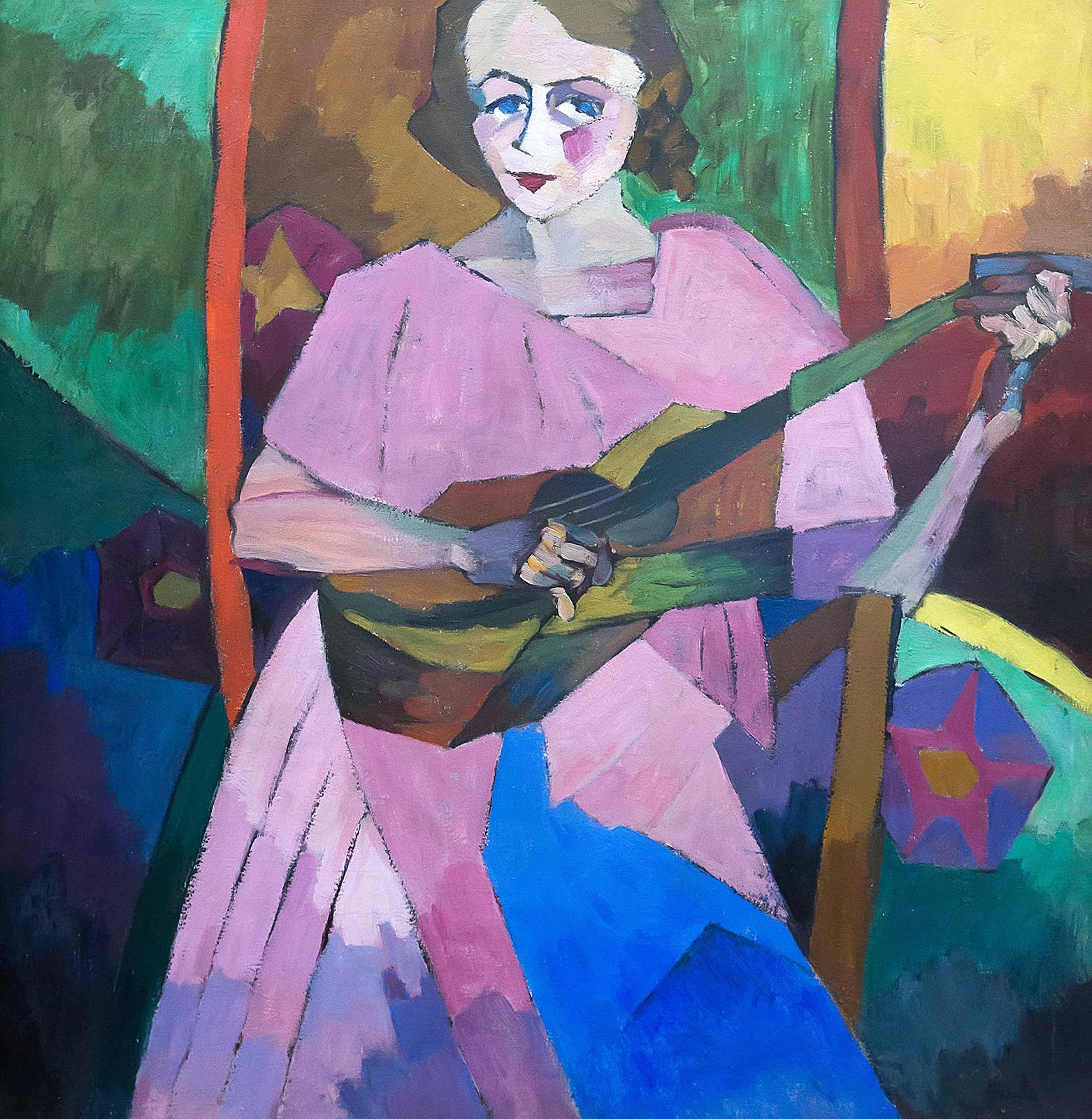
レントゥーロフ「ギター持てる女」（1913年）

ダイヤのジャックとは、1909年にロシアのモスクワで結成された急進的な美術家集団の名前で、ロシア語では «Бубновый валет» という。グループ名は1910年の展覧会に向けて、事実上の指導者であったミハイル・ラリオーノフによって考案された。

## 歴史
1910年12月から1911年1月にかけて開催された展覧会では、フランス人のアンドレ・ローテらが出品し、アレクサンドル・メルセールが監修した。「ダイヤのジャック」の同人は、真に模範とするに足るのはポール・セザンヌただ独りで、その他の画家はブルジョワ趣味であり、余りにもくだらないと訴えていた。主要な同人には、ロベルト・ファリク、アリスタールフ・レントゥーロフ、イリヤ・マシュコフ、アレクサンドル・クプリン、ピョートル・コンチャロフスキーが挙げられる。ただし、「第1回ダイヤのジャック展」の参加者で、ラリオーノフのほかに有名なのはナタリア・ゴンチャロワとカジミール・マレーヴィチであり、その後の参加者で重要なのはレオポルド・シュルヴァージュである。
最終的に、グループの規範意識をめぐるメンバー同士の確執から、より急進的な「ロバの尻尾」が結成された。